# Applebee's

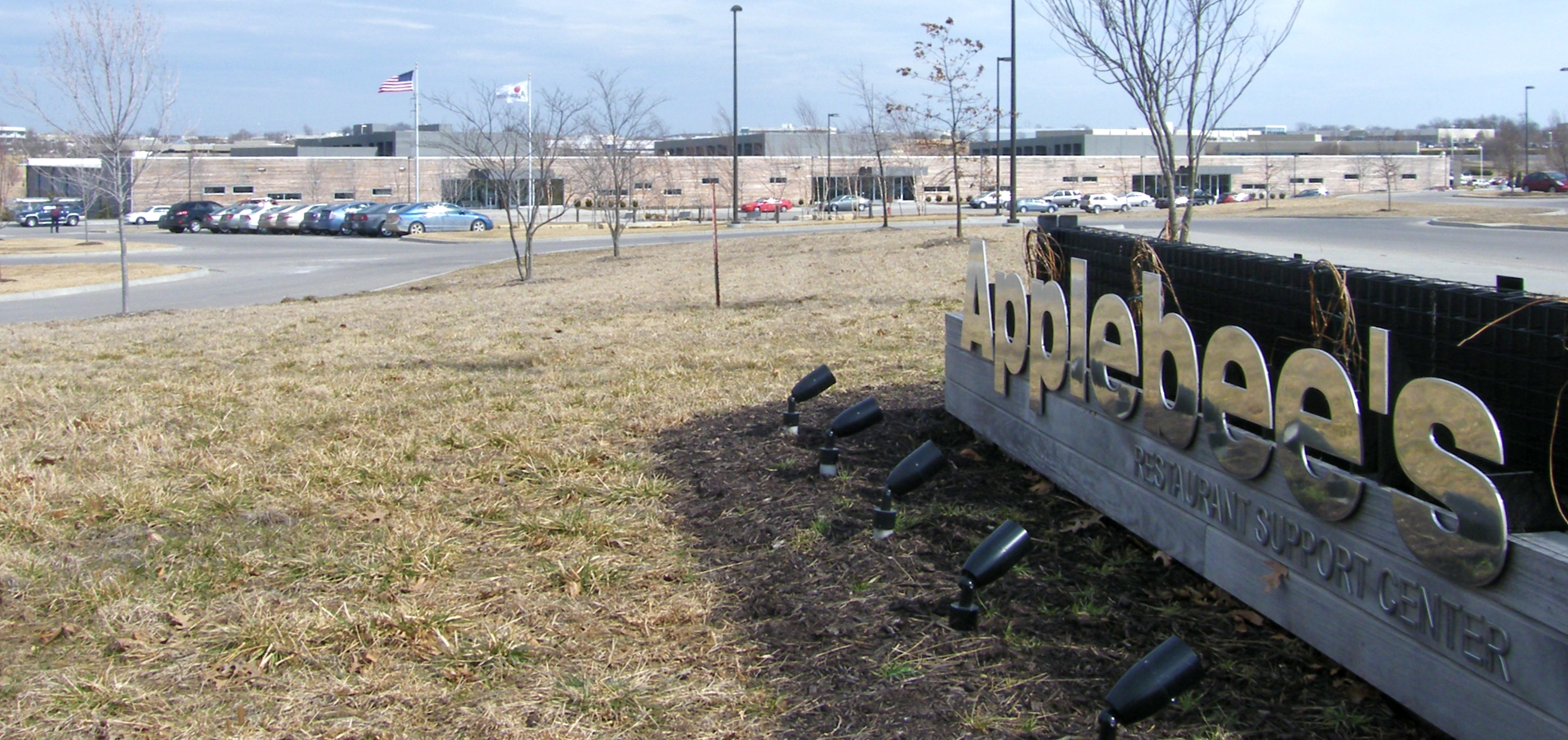
Het hoofdkantoor van Applebee's in Lenexa (Kansas)

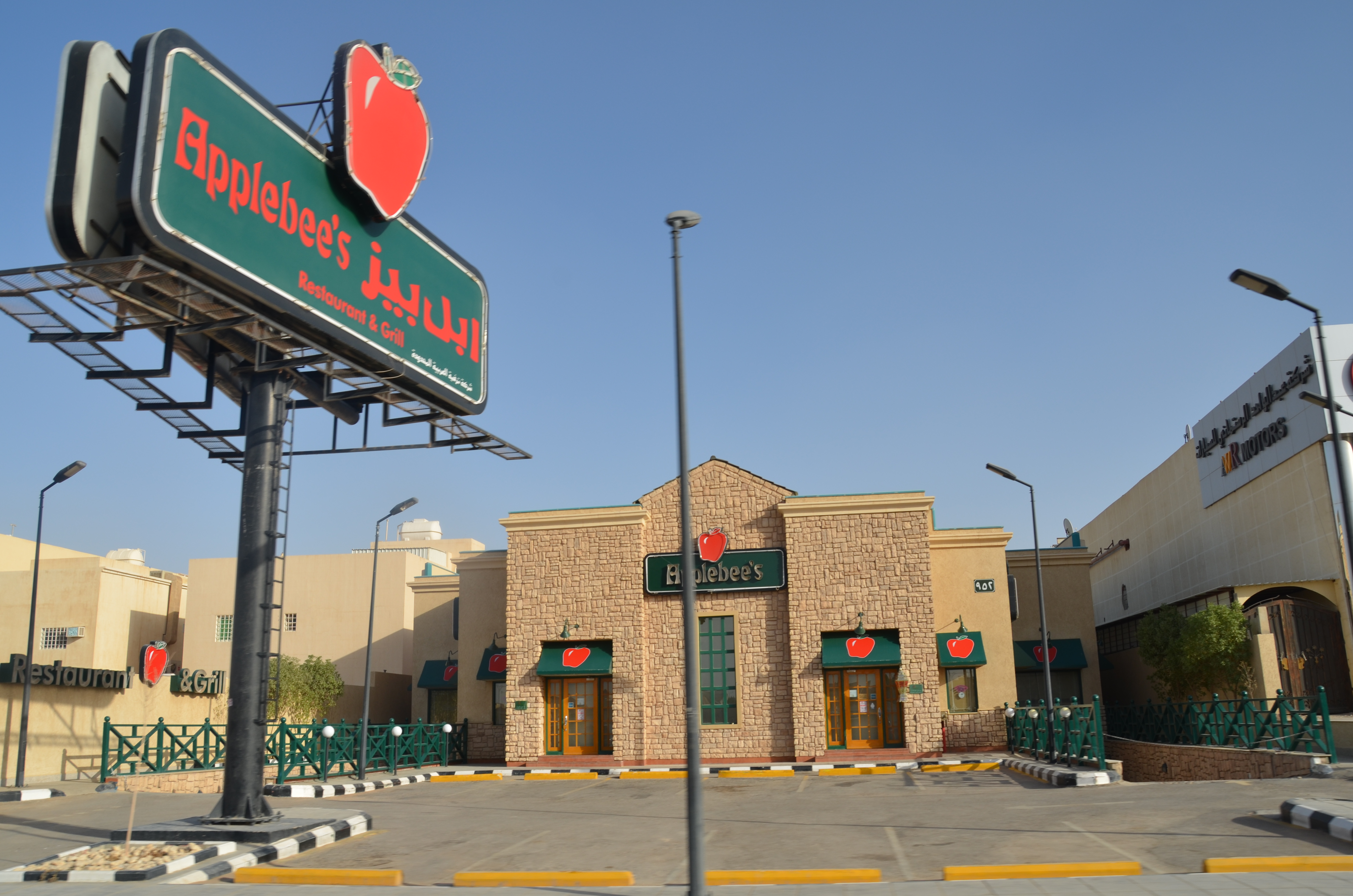
Applebee's-restaurant in Riyadh (Saoedi-Arabië)

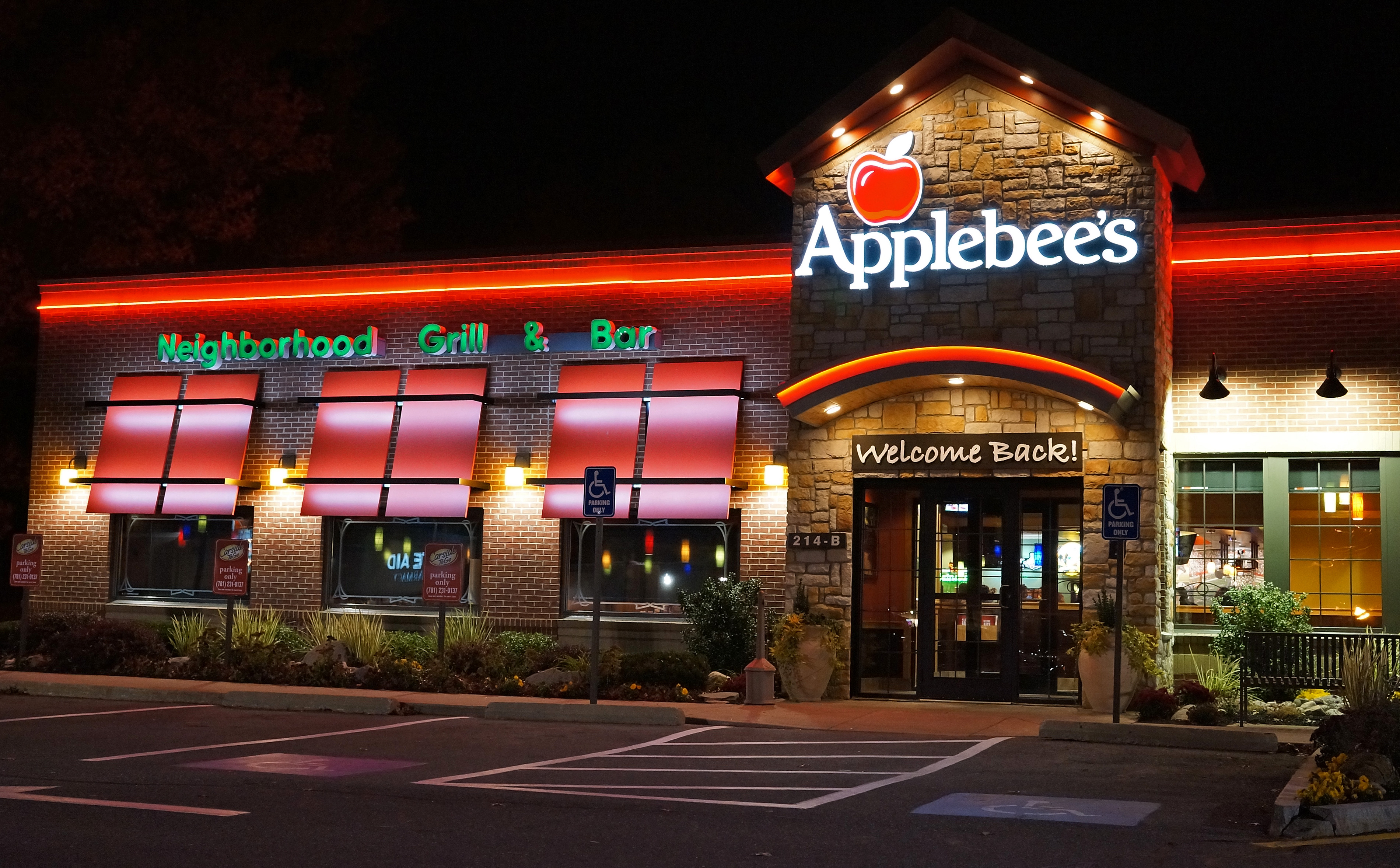
Een restaurant van Applebee's in Saugus (Massachusetts)

Applebee’s International, Inc. is een Amerikaans bedrijf dat de restaurantketen Applebee's Neighborhood Grill and Bar ontwikkelt, onderhoudt en als franchiseonderneming uitgeeft.
De keten van Applebee's zag het levenslicht op 1 januari 1980 toen Bill and T.J. Palmer in Decatur in Georgia hun eerste restaurant openden, genaamd T.J. Applebee’s Rx for Edibles & Elixirs. Zevenentwintig jaar later, op 25 november 2007, waren er in totaal 1.965 restaurants, niet alleen in de Verenigde Staten, maar ook daarbuiten. 
Algemene Amerikaanse gerechten als salades, garnalen, pasta en rib vormen de basis van het concept van deze restaurantketen. Sommige restaurants van Applebee's hebben naast een eetgedeelte ook een bargedeelte waar alcoholische dranken worden geserveerd.
In november 2007 werd de keten door het bedrijf IHOP overgenomen.

## Applebee's in Nederland
In de jaren negentig introduceerde de Maastrichtse ondernemer Benoit Wesly Applebee's in Nederland. Hij opende in 1996 een eerste vestiging, later aangevuld met vestigingen in Heerlen, Maastricht, Geleen, Nijmegen en Scheveningen. De bedoeling van Wesly was dit aantal uit te breiden tot twintig in het jaar 2000.  In eerste instantie leek dit een groot succes te gaan worden.  Echter, in de jaren dat de Nederlandse restaurants open waren, bleken ze niet voldoende succesvol. . Als redenen daarvoor werden onder aangevoerd dat het Amerikaanse hoofdkantoor strak vasthield aan hun concept, er mocht niet van het menu afgeweken worden en er moest veel personeel worden rondlopen, ook al waren de loonkosten in Nederland aanzienlijk hoger. Een ander voorbeeld dat Wesly gaf was dat zelfs de muziek centraal werd aangestuurd, zonder rekening te houden met het tijdsverschil, zodat de hardste muziek werd afgespeeld tijdens het ontbijt. De vestigingen in Nederland werden daarom in 2003 allemaal gesloten. 